# Airmaster
Airmaster Helicopters Ltd est une entreprise britannique fondée en 1971 pour développer et produire un hélicoptère biplace ultra-léger et d'une grande simplicité.
L'Airmaster H2-B1 [G-AYNS] a effectué son premier vol en 1972. Ce prototype est resté sans suite et a finalement été rayé du registre aéronautique britannique.